# Pierre de Ronsard

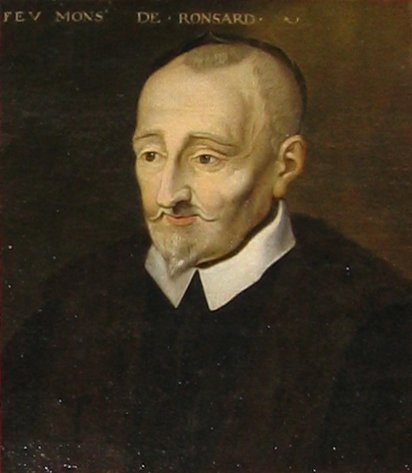
Posthumes Porträtgemälde Pierre de Ronsards von einem anonymen Künstler um 1620 im Musée des Beaux-arts von Blois

Pierre de Ronsard (* 6. September 1524 im Château de la Possonnière bei Couture-sur-Loir; † 27. Dezember 1585 im Priorat Saint-Cosme bei La Riche, Touraine) war ein französischer Autor. Von den Zeitgenossen hochgeschätzt, danach lange vergessen, gilt er heute als der bedeutendste französische Lyriker der zweiten Hälfte des 16. Jahrhunderts.

## Leben und Schaffen

### Die Jugendjahre
Ronsard war der jüngere Sohn eines gebildeten und literarisch dilettierenden Adeligen, der sich als Offizier in den Italienkriegen der Könige Ludwig XII. und dann Franz I. hervorgetan hatte und von 1526 bis 1530, also während der frühen Kindheit Pierres, länger von seiner Familie getrennt war, weil er den beiden ältesten Söhnen von König Franz als Haushofmeister diente. Diese wurden in Madrid von Kaiser Karl V. als Geiseln festgehalten, nachdem er in der Schlacht bei Pavia gesiegt hatte.
Nachdem er zunächst von seinem Vater unterrichtet worden war, wurde Ronsard mit neun Jahren aus dem ländlichen Schlösschen der Familie ins ferne Paris geschickt, um dort als Internatsschüler das Collège de Navarre zu besuchen. Schon nach sechs Monaten wurde er jedoch wieder heimgeholt. Mit zwölf Jahren kam er erneut in die Hauptstadt, diesmal an den Hof. Hier wurde er, sicher dank der Nähe seines Vaters zum König, Franz I. und zu dessen Söhnen, Page bei dem ältesten, François, dem Dauphin. Als dieser kurz darauf starb, wurde Ronsard dem dritten Königssohn, Charles, zugeordnet. Wenig später, im Sommer 1537, wurde er an die 17-jährige Tochter des Königs, Madeleine, weitergereicht, die soeben mit dem jungen schottischen König James Stuart verheiratet worden war. In ihrem Gefolge reiste er nach Schottland und blieb dort bis zu ihrem frühen Tod im Jahre 1538. Die Heimreise führte ihn auf dem Landweg durch England und Flandern. Mit vierzehn Jahren ging er zurück nach Paris, wo er wieder Page bei Charles wurde. 1539 reiste er erneut nach Schottland, diesmal im Gefolge der neuen Braut des Schottenkönigs, Marie de Guise.
1540 begleitete er den französischen Diplomaten Lazare de Baïf (1496–1547), einen Verwandten, auf einer dreimonatigen Reise ins westliche Deutschland und ins Elsass. Lazare de Baïf sollte dort Kontakt mit protestantischen deutschen Fürsten aufnehmen, um sie als Bundesgenossen Frankreichs gegen Kaiser Karl V. zu gewinnen. Durch den hochgebildeten Lazare de Baïf kam Ronsard mit humanistischem Gedankengut in Berührung.
Hiernach erlitt er eine Krankheit (Mittelohrentzündung?), die ihn „halb taub“ (einseitig ganz taub? beiderseits schwerhörig?) werden ließ. Er gab deshalb die bis dahin für ihn vorgesehene Offiziers- und/oder Höflings- und Diplomatenlaufbahn auf und kehrte nach Hause zurück. Dort las er insbesondere lateinische Literatur und übte seine Feder an französischen und lateinischen Versen sowie an Nachdichtungen von Texten der großen römischen Dichter Vergil und vor allem Horaz. 1543, mit 18, ließ er sich die niederen Weihen erteilen, um bei Gelegenheit eine der gut dotierten Kirchenpfründen besetzen zu können, über die die Könige ein Verfügungsrecht hatten und mit denen sie vorzugsweise jüngere Söhne adeliger Familien versorgten. Im selben Jahr zeigte Ronsard seine Nachdichtungen horazischer Oden dem bekannten Humanisten Jacques Peletier du Mans, der ihn ermutigte.

### Humanistische Lehrjahre, erste Publikationen
1545, sein Vater war kürzlich gestorben, ging er zurück nach Paris. Hier fand er Aufnahme bei Lazare de Baïf und nahm teil an dem Unterricht, den dessen (gut sieben Jahre jüngerer) Sohn Jean-Antoine von einem Hauslehrer erhielt, dem jungen Gräzisten Jean Dorat. Beide Schüler folgten Dorat, als er 1547 Direktor des humanistisch ausgerichteten Collège de Coqueret wurde. Ronsard mietete sich sogar bei ihm ein und begann unter seinem Einfluss, Oden auch des altgriechischen Autors Pindar nachzudichten.
Vielleicht schon 1543, bei einer Beerdigung, hatte er den wenig älteren Joachim du Bellay kennengelernt, der ähnliche Interessen verfolgte. Ende 1547 traf er ihn auf einer Reise wieder und bewog ihn, ebenfalls nach Paris zu kommen, um bei Dorat in die Schule zu gehen. Zweifellos war Ronsard als Diskussionspartner beteiligt an der Konzeption von Du Bellays programmatischer Schrift La Défence et illustration de la langue française (deutsch: Verteidigung und Berühmtmachung der französischen Sprache), die Anfang 1549 erschien.
Im selben Jahr 1549 schloss er sich mit Du Bellay, Jean-Antoine de Baïf, Jean Dorat sowie einigen weiteren humanistisch interessierten Literaten zu einem Kreis zusammen, den sie zunächst „La Brigade“ („Die Schaar/Gruppe“) nannten. In die Literaturgeschichte ging er jedoch ein unter dem Namen „La Pléiade“ („Das Siebengestirn“), nachdem er gegen 1556 von Ronsard, der rasch zum informellen Chef avanciert war, auf sieben Mitglieder eingegrenzt und umgetauft worden war.
1550 publizierte Ronsard seine bis dahin verfassten Oden in dem Sammelband Les quatre premiers livres des Odes (Die ersten vier Bücher der Oden), wobei er im Vorwort die Ideen der „Brigade“ propagierte. 1552 schob er eine Fortsetzung nach als Le cinquième (fünfte) livre des Odes.
Der Publikumserfolg der Oden, mit denen er eine neue Gattung in der französischen Literatur einführte und sich selbst als „erster französischer lyrischer Autor“ (Vorwort) zu etablieren gedachte, war geringer als erhofft. Zwar behandelten sie in einer Vielfalt von Formen eine Vielzahl von Themen, z. B. das Preisen mehr oder minder bedeutender Personen (à la Pindar) oder das Lob der schönen Natur oder des Glücks eines einfachen, den Augenblick genießenden Lebens in ländlicher Idylle (à la Horaz). Doch waren vor allem die pompösen pindarischen Oden von Buch I und V mit Gelehrsamkeit überfrachtet und zielten sichtlich mehr auf den Beifall der Freunde als auf den einer breiteren Leser-/Hörerschaft. Auch der Hof, zu dem Ronsard als einstiger Spielgefährte des seit 1547 herrschenden Heinrich II. Zutritt hatte, reagierte kühl und bevorzugte die gefälligen Gedichte, wie sie insbes. der Hofdichter Mellin de Saint-Gelais im Stil Clément Marots produzierte.

### Auf dem Weg zur Anerkennung
Ronsard nahm sich die Lektion zu Herzen. So ließ er noch 1552 unter dem Titel Les Amours de Cassandre einen Sammelband von ebenfalls in den Vorjahren entstandenen Liebesgedichten – fast ausschließlich Sonette – erscheinen. Obwohl sie im äußerst kunstvollen Stil des Petrarkismus der Zeit verfasst waren, trafen sie den Geschmack am Hof erheblich besser als die Odes. Sie besingen eine gewisse Cassandra Salviati, die der Autor am 21. April 1545 bei einem Hoffest in Blois als 13-jähriges Mädchen in einer ähnlich flüchtigen poetischen Szene erblickt haben will wie Dante seine Muse Beatrice oder Petrarca am 6. April 1327 seine Laura. Wie weit diese Liebe real empfunden oder nur imaginiert war, ist kaum zu entscheiden. Ein wichtiges Motiv für Ronsard war sicher auch der Umstand, dass sein Freund Du Bellay kurz zuvor einen Zyklus von Sonetten an eine Muse namens Olive verfasst und 1549 als erste Sammlung petrarkistischer Liebesgedichte in Frankreich veröffentlicht hatte.
Vor allem aber näherte Ronsard sich mit den Texten, die er anschließend schrieb, dem Stil Clément Marots an, von dem er sich im Vorwort der Odes noch herablassend abgesetzt hatte, um sich stolz als Jünger der alten Griechen und Römer zu präsentieren. Darüber hinaus imitierte er, neben Horaz, nun auch Anakreon, d. h. die von Liebe, Wein und Lebenslust handelnden Lieder, die (fälschlich, wie man heute weiß) dem alten Griechen Anakreon zugeschrieben wurden und die sein Brigade-Freund Henri Estienne gerade herausgab (1554 erschienen), während sich zugleich ein weiterer Brigade-Freund, Rémi Belleau, mit ihrer Übertragung beschäftigte (1556 erschienen).
Seine Hinwendung zu einem breiteren, wenn auch überwiegend höfischen Publikum zeigen die nächsten Sammelbände Ronsards. Sie vereinen in bunter Mischung längere Oden sowie kürzere „Ödchen“, odelettes, Sonette, Chansons, Elegien, Epigramme, Versepisteln und andere Gedichte verschiedener zeitgenössischer Gattungen zu den verschiedensten Themen. Ihre Titel lauten bezeichnenderweise Le Livret des folâtries, 1553 (=das Büchlein der Späße), Le Bocage, 1554 (= das Wäldchen, vgl. lat. silvae) und Mélanges, 1554 (= Vermischtes).
Ronsards Bemühungen wurden nicht nur durch die Gunst seines Publikums belohnt, sondern auch von König Heinrich, der ihm 1553 einige Pfründen zuwies (die man kumulieren konnte). Hiermit war er finanziell erfreulich unabhängig, so dass er z. B. seine unmündigen Nichten und Neffen unterstützen konnte, als 1556 sein älterer Bruder verstarb.
1555 hatte er wieder ein Bändchen Liebesgedichte zusammen, die er als La Continuation [Fortsetzung] des Amours in Druck gab. 1556 ließ er ein weiteres Bändchen folgen: La nouvelle [neue] continuation des Amours. Beide enthalten Gedichte unterschiedlicher Form, die in einem natürlicher wirkenden „niederen“ Stil anfangs noch Cassandre und später ein einfaches Mädchen namens Marie besingen, die Ronsard Anfang 1555 als 15-Jährige kennengelernt hatte.
Ebenfalls 1555 und 1556, aber wie ein Kontrastprogramm, ließ er zwei Bände mit dem Titel Innes (= Hymnen) erscheinen. Denn er pflegte seit einiger Zeit eine weitere Versgattung nach griechischem Vorbild: längere Texte in paarweise reimenden Zehnsilblern oder Alexandrinern zum Lobpreis bedeutender Personen am Hof, z. B. des Kanzlers von Frankreich, chancelier de France Michel de L’Hôpital, aber auch zur Verherrlichung mythologischer Figuren oder abstrakter Wesenheiten wie die Ewigkeit oder der Tod. Die Innes trugen sichtlich dazu bei, das Ansehen Ronsards am Hof zu erhöhen.

### Der Hofdichter
1558, nach dem Tod von Saint-Gelais, bekam Ronsard dessen Amt eines „conseiller et aumônier du roi“ (Königlicher Rat und Almosenier) übertragen. Zugleich fiel ihm wie selbstverständlich die Rolle des Hofdichters zu, der zu vielerlei Anlässen, z. B. Festivitäten, Gelegenheitsgedichte produzierte.
Auch nach dem Unfalltod von Heinrich II. (1559) blieb die Position Ronsards am Hof intakt. 1560 erhielt er von dem neuen jungen König Franz II. (1559–60) bzw. der Königinmutter und Regentin Katharina von Medici weitere Pfründen und war damit ein wohlhabender Mann.
Ebenfalls 1560 ließ er eine erste Gesamtausgabe seiner Werke erscheinen, die er in vier Sektionen bzw. Bände einteilte: Les Amours, Les Odes, Les Poèmes (Gedichte verschiedenster Art) und Les Hymnes. Diese Einteilung behielt er auch in den nachfolgenden Neuausgaben bei, wobei er die zwischenzeitlich neu hinzugekommenen Gedichte jeweils in die passende Sektion einfügte.
1561 präsentierte er dem 12-jährigen neuen König Karl IX. ein in Alexandrinern verfasstes Lehrbuch für junge Monarchen (Institution [Unterweisung] pour l’adolescence du Roi), womit er sich naturgemäß vor allem den Beifall der Königinmutter und Regentin Katharina erhoffte. Den verdeckten Hintergrund bildete allerdings die innenpolitische Situation in Frankreich, wo seit dem Vorjahr 1560 die Spannungen zwischen Katholiken und Reformierten stark eskaliert waren.

### Der politische Pamphletist
Als 1562 offener Bürgerkrieg ausbrach, konnte Ronsard, der sich bis dahin als eine Art unpolitischer Hohepriester seiner Kunst gesehen hatte, die Politik nicht mehr nur indirekt behandeln. Da er offenbar der Reformation nicht völlig ablehnend gegenübergestanden hatte, versuchte er zunächst ausgleichend zu wirken und veröffentlichte in diesem Sinne als Broschüren mehrere „Reden“ (discours) in gereimten Alexandrinern: D. à la Reine = Rede an die Königin; D. sur les misères de ce temps = Rede über die Nöte der Gegenwart; Rémontrance au peuple de France = Mahnung an das franz. Volk (alle 1562). Wenig später jedoch engagierte er sich entschieden auf Seiten der katholisch bleibenden Krone und wurde zum gefürchteten Pamphletisten, wobei er sicher auch an seine Kirchenpfründen dachte, die er als Protestant hätte aufgeben müssen. Entsprechend wurde er von der Gegenseite attackiert, wobei man ihm insbesondere, um ihn moralisch zu diskreditieren, einen starken Hang zum Wohlleben vorwarf. Hierauf antwortete er ironisch mit der Réponse aux injures et calomnies de je ne sais quels prédicanteaux et ministreaux de Genève (=Antwort auf die Anwürfe und Verleumdungen irgendwelcher [protestantischer] Genfer Prediger- und Priesterlaffen, 1563). Naturgemäß war er damit für die französischen Protestanten abgestempelt als katholischer Autor.
1564 und 1566 begleitete er König Karl und die Königinmutter auf zweien ihrer nur kurzfristig erfolgreichen Befriedungsreisen in die Provinz.
Zwischendurch, 1565, publizierte er jedoch auch wieder Unpolitisches, nämlich den Gedichtband Élégies, mascarades et bergeries [Schäfereien], der vor allem Gelegenheitslyrik aus seiner Rolle als Hofdichter enthält, sowie einen Abrégé de l'art poétique [Abriss der Dichtkunst], worin er grosso modo das Programm der Pléiade resümiert.
Ab 1566 zog er sich aus der Politik wieder zurück und weilte immer häufiger in seinem Priorat Saint-Cosme nahe Tours, das er 1565 erhalten hatte. Dort stellte er 1567 eine neue Gesamtausgabe seiner Werke fertig sowie 1569 zwei Bändchen mit „poèmes“, Gedichten der verschiedensten Art.

### Die späten Jahre
Ebenfalls 1569 machte er sich an das große Projekt seines Lebens: das Versepos La Franciade. Schon 1550 hatte er Heinrich II. den Entwurf zu einem Epos um den legendären Frankenreichgründer Francus unterbreitet, das sich an dem parahistorischen Werk Illustrations de Gaule et singularités de Troye von Jean Lemaire de Belges (1511–1513) inspirierte. Jetzt nahm er es endlich in Angriff, nicht zuletzt mit der Absicht, dem konfessionell gespaltenen und von Religionskriegen zerrissenen Frankreich ein nationales Epos nach dem Muster von Vergils Aeneis zu geben. Allerdings vermochte er trotz intensiver Bemühungen schließlich nur 4 von 24 geplanten Gesängen fertigzustellen. Sie erschienen wenige Tage vor dem Protestantenpogrom der Bartholomäusnacht am 22./23. August 1572. Hiernach brach er die Arbeit ab. Sichtlich hatten sich die Hoffnungen auf eine innere Befriedung Frankreichs als Illusion erwiesen. Zudem war offenbar der Zehnsilbler, den er als Metrum gewählt hatte, nicht recht geeignet und war er selber letztlich doch kein Epiker. Vermutlich aber konnten auch er selbst sowie sein Publikum sich nicht mehr wirklich erwärmen für die apokryphe Figur des Francus, jenes erst im Mittelalter erfundenen Sohnes des trojanischen Helden Hektor, der sich zusammen mit dem legendären Rom-Gründer Aeneas aus dem eroberten Troja gerettet und seinerseits „Francia“ und sogar die Dynastie der Kapetinger gegründet habe. Inzwischen (1560) nämlich war das sehr erfolgreiche Buch Recherches de la France von Étienne Pasquier erschienen, das die Vorstellungen der Franzosen rasch in dem Sinne veränderte, dass nicht irgendein Francus (und auch nicht die Römer) ihre Urväter seien, sondern die keltischen Gallier. Die später an den Schluss des Epos angefügte Begründung Ronsards, der Tod von Karl IX. (1574) habe ihm den Mut zur Vollendung des Werkes genommen, ist sicher nicht beim Wort zu nehmen.
Nach dem Scheitern der Franciade und angesichts der fast pausenlosen weiteren Religionskriege, aber wohl auch des Umstands, dass ihn der neue König Heinrich III. (seit 1574) nicht sonderlich schätzte, zog Ronsard sich praktisch ganz ins Private und auf seine beiden Lieblingspfründen zurück, Saint-Cosme und Croixval im Vendômois. Hier überarbeitete er seine Werke im Hinblick auf eine weitere (die inzwischen fünfte) Gesamtausgabe. Sie erschien 1578 und enthielt als neue Elemente der Sektion Les Amours eine Serie melancholischer Gedichte über den Tod Maries sowie vor allem die rd. 130 Sonnets pour Hélène (sc. Hélène de Surgères, eine Ehrenjungfer der Königinmutter). Mit diesen Sonetten feierte Ronsard ein spätes, so überraschendes wie anrührendes Come back als Liebeslyriker.
Zunehmend kränklich und von Gicht geplagt, überarbeitete er in den folgenden Jahren nochmals grundlegend das Korpus seiner Werke, wobei er, wie schon bei den vorangehenden Überarbeitungen, manche heute als gelungen erscheinenden Texte tilgte und andere eher verschlimmbesserte. 1584 ließ er die sechste und letzte Gesamtausgabe erscheinen, die unter dem Titel Bocage royal (=königliches Wäldchen) eine weitere Sektion vermischter Gedichte enthält. Daneben und danach schrieb er, wie immer, auch Neues. Seine letzten Gedichte, die er z. T. noch angesichts des nahen Todes verfasste, kamen postum 1586 als Les derniers vers heraus.

### Nachwirkung
Obwohl er zu seinen Lebzeiten ein sehr anerkannter und Maßstäbe setzender Autor gewesen war, geriet Ronsard im 17. und 18. Jh. weitgehend in Vergessenheit. Grund hierfür waren nicht zuletzt die abwertenden Urteile, die eine bzw. zwei Generationen später François de Malherbe und Nicolas Boileau-Despréaux über ihn fällten. Erst die Romantiker entdeckten den im engeren Sinne lyrischen Teil seines Schaffens wieder, und die Literarhistoriker des 19./20. Jh. wiesen ihm den insgesamt sehr bedeutenden Platz zu, der ihm gebührt und den er selbstbewusst schon zu seinen Lebzeiten für sich reklamiert hatte.
1999 wurde der Asteroid (10139) Ronsard nach ihm benannt.

## Werke
- Les odes. 1550–54.
- Les amours de Cassandre. 1552.
- Les bocages. 1554.
- Les amours de Marie. 1555/56.
- Les hymnes. 1555, 1556.
- Églogues. 1560–67.
- La Franciade. 1572.
- La mort de Marie. 1578.
- Sonnets pour Hélène. 1578.

## Moderne Ausgaben
französisch
- Œuvres complètes I–III. Édition critique par Paul Laumonier, révisée et complétée par Isidore Silver et Raymond Lebègue. Didier, Paris 1959–1960
- Œuvres complètes 1. Édition établie, présentée et annotée par Jean Céard, Daniel Ménager et Michel Simonin. Bibliothèque de la Pléiade. Gallimard, Paris 1993
- Œuvres complètes 2 Édition établie, présentée et annotée par Jean Céard, Daniel Ménager et Michel Simonin. Bibliothèque de la Pléiade. Gallimard, Paris 1994, ISBN 2-07-011337-X

französisch und deutsch
- Sonnets d'amour – Sonette der Liebe. Übers. Franz Fassbinder in Zusammenarbeit mit Hanns H. Fassbinder. Churfürstenverlag, Mainz 1946
- Amoren für Cassandre – Le premier livre des amours. Übers. Georg Holzer. Hrsg. und Kommentar Carolin Fischer. Elfenbein, Berlin 2006, ISBN 978-3-932245-79-4
- Amoren für Marie – Le second livre des amours; das zweite Buch der Amoren mit den Sonetten und Madrigalen für Astrée. Übers. Georg Holzer. Hrsg. und Kommentar Carolin Fischer. Elfenbein, Berlin 2010, ISBN 978-3-941184-05-3
- Sonette für Helene - Sonnets pour Hélène. Übers. Irene Kafka. Nachw. Franz Blei. Georg Müller, München und Hegner, Hellerau 1923
  - Sonette für Hélène. Mit den verstreuten Amoren. Elfenbein, Berlin 2017, ISBN 978-3-941184-68-8

### Lexika
- Dictionnaire des littératures de langue française. Publ. sous la direction de Jean-Pierre de Beaumarchais, Daniel Couty, Alain Rey. 4 Bde. Bordas, Paris 1984–1994
- Dictionnaire des œuvres littéraires de langue française. Publ. sous la direction de Jean-Pierre de Beaumarchais, Daniel Couty. 4 Bde. Bordas, Paris 1994, ISBN 2-04-018550-X (Bd. 1) ISBN 2-04-018552-6 (Bd. 2) ISBN 2-04-018554-2 (Bd. 3) ISBN 2-04-027022-1 (Bd. 4)
- Dictionnaire des écrivains de langue française. Publ. sous la direction de Jean-Pierre de Beaumarchais, Daniel Couty, Alain Rey. 2 Bde. Larousse, Paris 2001, ISBN 2-03-505198-3